# Wishful Thinking (Film)
Wishful Thinking ist eine US-amerikanische Filmkomödie von Adam Park aus dem Jahr 1997. Die Hauptrollen spielten Drew Barrymore und Jennifer Beals.

## Handlung
Dieselbe Geschichte wird mehrmals aus der Perspektive der Hauptcharaktere erzählt.
Max lernt Elizabeth kennen, die beiden werden ein Paar. Als Elizabeth nach vier Jahren über die Hochzeit spricht, ist Max verunsichert. Elizabeth geht auf Distanz, Max denkt, sie würde ihn betrügen. Es kommt zum Streit, Max verletzt sich durch Unaufmerksamkeit.
Lena, die Arbeitskollegin von Max, will ihn für sich gewinnen. Als Elizabeth sich mit einem Mann trifft, gibt Lena Max einen Tipp. Später fühlt sie sich schuldig. Max dringt in die Wohnung ein, kann aber den versteckten Besucher nicht finden. Er läuft auf der Feuertreppe aufs Dach. Dort belästigt er einen Mann, der sich zufällig auf dem Dach aufhält. Der Mann verprügelt ihn.
Elizabeth sagt Max, sie brauche eine Pause in der Beziehung. Am Ende ist sie mit einem anderen Mann zusammen, während Max sich mit Lena trifft.

## Kritiken
Michael Dequina bezeichnete den Film in 'The Movie Report Archive' als 'routiniert', gab aber auch zu, dass er schon schlechtere Filme gesehen habe. Er lobte die Darstellung von Drew Barrymore.
Elspeth Haughton schrieb in 'Apollo Guide Review', das Drehbuch sei mangelhaft ('legless'), das Tempo gering. Der Film sei auf Drew Barrymore als Star zugeschnitten.
Das Lexikon des internationalen Films meint: „Solide Darsteller mühen sich vergebens an einer lahmen, konturlosen Liebeskomödie ab, die lediglich dürftige Insider-Witze bietet.“